# Gloria Guevara Manzo
Gloria Guevara Manzo (Guadalajara, México, 1 de septiembre de 1967) es una informática y política, conocida por ostentar altos cargos en varias empresas de México, en especial con relación a la industria de viajes y turismo.

## Biografía
Es Licenciada en Informática por la Universidad Anáhuac, donde también curso una especialización en Mercadotecnia. Cuenta con estudios de Dirección en el IPADE, en Administración de Proyectos en la Universidad de George Washington y tiene un MBA en la escuela de Negocios de Kellogg de la Universidad Northwestern.
Fue cuarta mujer en ocupar la Secretaría de Turismo; la primera fue Rosa Luz Alegría, durante la administración de José López Portillo (1976-1982); Silvia Hernández en el sexenio de Ernesto Zedillo (1994-2000), y Leticia Navarro, en la gestión de Vicente Fox (2000-2006).
Antes de regresar a México y durante los últimos seis años trabajó para Sabre Holdings, dos años en Southlake Texas, donde estuvo a cargo de la Vicepresidencia de Relación con Proveedores y Soluciones de Viaje a nivel mundial, en el área de Information Office. En este puesto estuvo a cargo de las soluciones tecnológicas ofrecidas en Norteamérica, Latinoamérica, Europa y Asia. Anterior a este, estuvo cuatro años basada en la ciudad de Coral Gables Florida, en donde fue la Directora de Tecnología, Servicio a Clientes y Operaciones para Sabre Travel Network América Latina y el Caribe. Antes de mudarse a Estados Unidos, Gloria estuvo a cargo de la Dirección de Servicio a Clientes, Ventas y Capacitación y Directora de Operaciones y Tecnología, ambos en Sabre Travel Network México.
Comenzó su carrera profesional hace más de 24 años en NCR Corporation y AT&T G.I.S México, iniciando su experiencia laboral en ingeniería de sistemas y pasando por áreas como sistemas, educacional, mercadotecnia y servicios profesionales entre otras. Esto le permitió adquirir experiencia en diferentes disciplinas y también le dio la oportunidad de viajar a más de 20 países en América Latina, Medio Oriente, África y en Estados Unidos representando a NCR Corporation en el área de educacional, dando entrenamiento y ofreciendo más de 100 conferencias.
Ha sido nombrada como una de las 50 mujeres más influyentes en México por la revista Expansión (CNNExpansion).[cita requerida]

## Trayectoria

### Secretaría de Turismo y directora general del Consejo de Promoción Turística de México
El 10 de marzo de 2010 fue nombrada Secretaría de Turismo del Gobierno Federal por el C. Felipe Calderón Hinojosa, Presidente de los Estados Unidos Mexicanos. Días después, el 26 de marzo, fue designada también por el presidente, directora general del Consejo de Promoción Turística de México.
En noviembre de 2005 fue nombrada vicepresidenta y directora general para Sabre Travel Network México. Sabre Travel Network es una empresa líder en el mundo de sistemas de reservas, tecnología y viajes. En México cuenta con la mayor participación de mercado, formada por la alianza estratégica entre Sabre Holdings, Aeroméxico y Mexicana.
La Secretaria Guevara cuenta con más de 15 años de experiencia en la industria de viajes y turismo. Bajo su liderazgo, Sabre logró crecer la participación de Mercado en México significativamente, obteniendo un 75% y un crecimiento de 10 puntos en cuatro años.[cita requerida] Al mismo tiempo, Sabre México fue reconocida como una de las mejores empresas para trabajar en México por Great Place to Work Institute, como una Top Empresa por la revista Expansión y como la empresa de su ramo con el más alto nivel de satisfacción de clientes.

### World Travel & Tourism Council Presidente y CEO
El 1 de agosto de 2017 fue nombrada presidente y CEO del Consejo Mundial del Viaje y el Turismo (WTTC)